# 龍坪及上白田
龍坪及上白田（英語：Lung Ping & Sheung Pak Tin，代號F22）是香港深水埗區議會下轄的選區，2007年設立，2023年取消，末任區議員為吳美。

## 範圍
選區位於大窩坪，包括龍坪道沿線的畢架山花園及帝景峰、郝德傑道附近的私人屋苑（郝德傑山、嘉珀山、爾登豪庭、爾登華庭 ）、澤安邨及白田邨第9、10、11及13座，是深水埗區最北的一個選區，與其相鄰的選區有又一村、下白田、石硤尾、長沙灣、李鄭屋、元州及蘇屋及荔枝角北，並且與九龍城區的九龍塘、葵青區的荔華選區及沙田區的下城門選區相連。投票站因應人口分佈而設有三個，分別位於白田天主教小學、香港城市大學澤安中心及嗇色園主辦可澤耆英鄰舍中心。

## 沿革
龍坪及上白田選區於2007年設立，由於西九龍填海區（俗稱西九四小龍）及歌和老街近筆架山地區人口增加，原南昌五區、九龍仔（大坑東及大坑西）、白田及石硤尾區需要重劃以騰出議席予西九龍填海區範圍。原本分散在大坑東及又一村和龍坪選區的平房及豪宅組合成為又一村選區，而原龍坪選區中的澤安邨、龍坪道、郝德傑道沿線部分則與白田選區的白田邨第9、10、11及13座合併為龍坪及上白田選區。
2007年區議會選舉，代表民協的原龍坪區議員吳美選擇於本區爭取連任，而李國柱以深水埗社區服務連線名義於本區出選，最終吳取得1,845票比李的682票多，成功連任。
2011年區議會選舉吳美再次參選，對手包括有自由黨成員陳建業及以「票債票償」為名義狙擊民協2010年支持2012政改政府方案的人民力量成員張本釗。結果吳氏2,120票，超過陳氏687票及張氏644票，以過六成得票連任。
2015年區議會選舉吳美爭取第三次連任，對手則有由工聯會成員林偉文及來自爾登豪庭業主委員會的鄭志康。由於龍坪道綠化地改劃成住宅地一事，吳美積極組織活動反對，但無功而回，加上林偉文專注澤安邨交通及白田邨重建問題，選情吳林二人為主。結果吳氏2,454票，超過林氏1,678票及鄭氏161票，約五成七得票連任。其後由於2016年立法會選舉民協失利，加上澤安邨白田邨人口日漸滅少，地區逐漸中產化，吳氏退出民協。
2019年區議會選舉，吳美取得超過七成選票，打敗西九新動力所派出的羅國豪高票連任。同時吳美的丈夫麥偉明亦在寶麗選區勝出，形式當屆夫妻檔議員其中之一。

## 歷屆議員
| 屆別           | 議員 | 政治聯繫 | 政治聯繫         |
| -------------- | ---- | -------- | ---------------- |
| 2008年－2011年 | 吳美 |          | 民 民協          |
| 2012年－2015年 | 吳美 |          | 民 民協          |
| 2016年－2019年 | 吳美 |          | 民 民協 → 無黨籍 |
| 2020年－2023年 | 吳美 | 無黨籍   |                  |

## 歷屆選舉結果
| 政党   | 政党       | 候选人    | 票数  | %     | ±      |
| ------ | ---------- | --------- | ----- | ----- | ------ |
|        | 西九新動力 | ①. 羅國豪 | 1,680 | 29.42 | N/A    |
|        | 獨立       | ②. 吳美   | 4,031 | 70.58 | ▲16.42 |
| 多数票 | 多数票     | 多数票    | 2,351 | 41.16 | ▲13.09 |

| 政党   | 政党   | 候选人    | 票数  | %     | ±      |
| ------ | ------ | --------- | ----- | ----- | ------ |
|        | 無黨派 | ①. 鄭志康 | 161   | 3.75  | N/A    |
|        | 工聯會 | ②. 林偉文 | 1,678 | 39.09 | N/A    |
|        | 民協   | ③. 吳美   | 2,454 | 57.16 | ▼4.27  |
| 多数票 | 多数票 | 多数票    | 776   | 18.08 | ▼23.44 |

| 政党   | 政党     | 候选人    | 票数  | %     | ±      |
| ------ | -------- | --------- | ----- | ----- | ------ |
|        | 民協     | ①. 吳美   | 2,120 | 61.43 | N/A    |
|        | 自由黨   | ②. 陳建業 | 687   | 19.91 | N/A    |
|        | 人民力量 | ③. 張本釗 | 644   | 18.66 | 不適用 |
| 多数票 | 多数票   | 多数票    | 1,433‬ | 41.52 | ▼4.50  |

| 政党   | 政党         | 候选人    | 票数  | %     | ±      |
| ------ | ------------ | --------- | ----- | ----- | ------ |
|        | 九龍社團聯會 | ①. 李國柱 | 682   | 26.99 | 新選區 |
|        | 民協         | ②. 吳美   | 1,845 | 73.01 | 新選區 |
| 多数票 | 多数票       | 多数票    | 1,163‬ | 46.02 | 新選區 |